# Le Petit Provençal

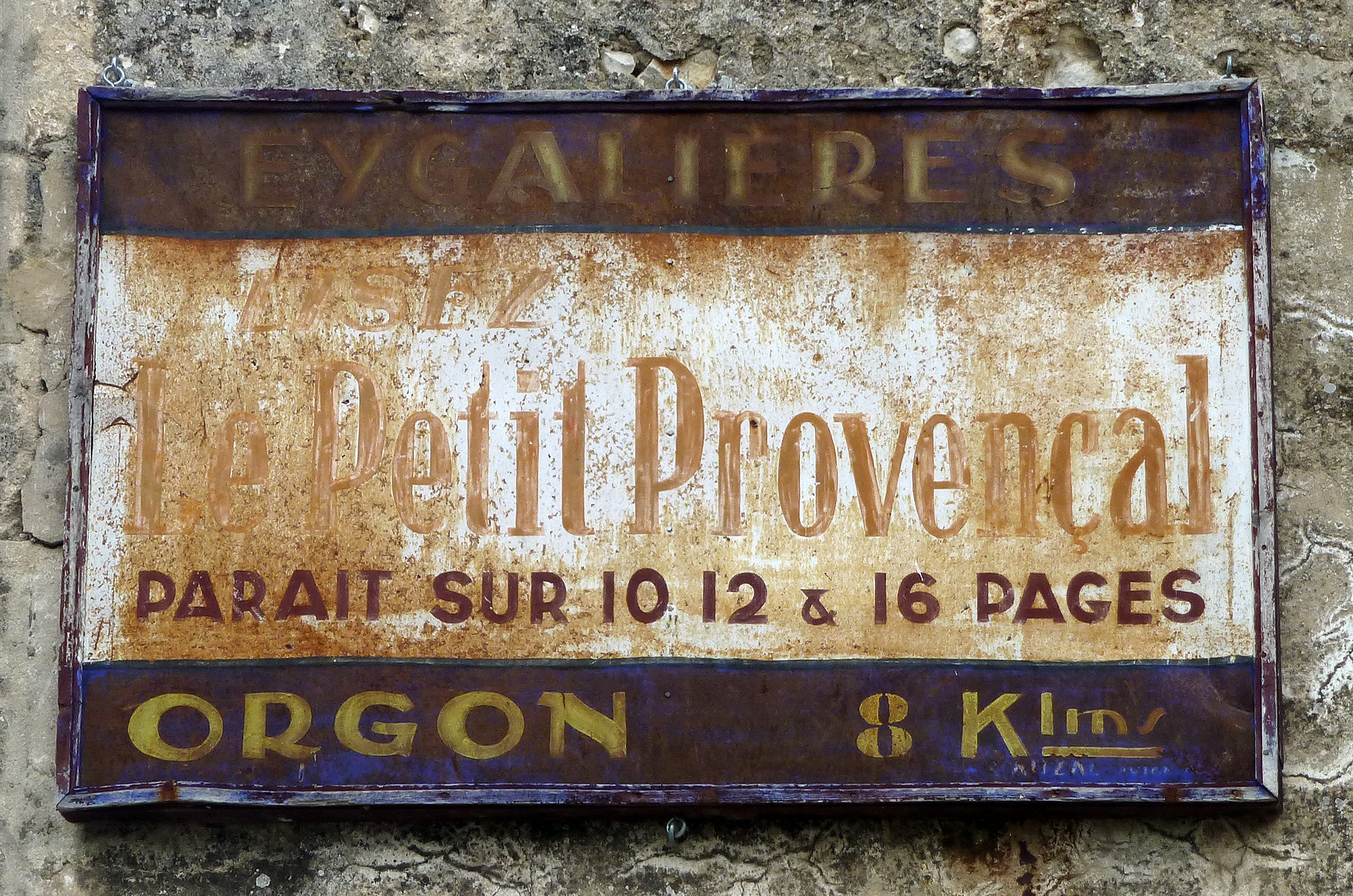
Werbung in Eygalières

Le Petit Provençal (dt.: „Der kleine Provenzale“) war eine regionale Tageszeitung aus Marseille, die im Südosten Frankreichs publiziert wurde.
Der Elsässer Geoffroy Velten (1831–1915) und Marseilles späterer Bürgermeister Jean-Baptiste Amable Chanot (1855–1920) gründeten 1873 die Zeitung La Jeune République, die als Vorgängerzeitung des Petit Provençal gilt. Der spätere Senator Vincent Delpuech (1888–1966) wurde 1933 Chef der Verwaltung. Er gab der Zeitung einen komplett veränderten Stil und fügte Sonderseiten über Sport, Kultur und Landwirtschaft hinzu.
1940 druckte die Zeitung noch de Gaulles Appell des 18. Juni ab; ab 1941 folgte sie mehr und mehr der offiziellen Linie des Vichy-Régimes. Am 12. November 1942 wurde Vichy-Frankreich von Truppen der Wehrmacht besetzt (Unternehmen Anton). Nach der Befreiung Marseilles am 29. August 1944 wurde Delpuech entlassen und die Zeitung unter Kontrolle des Sozialisten Gaston Defferre gestellt. 
Die Zeitung wurde in Le Provençal umbenannt, woraus wenig später die heute noch existierende Zeitung La Provence wurde.
Der Athlet Jean Bouin (1888–1914) war Redakteur der Zeitung.